# 가사 (옷)

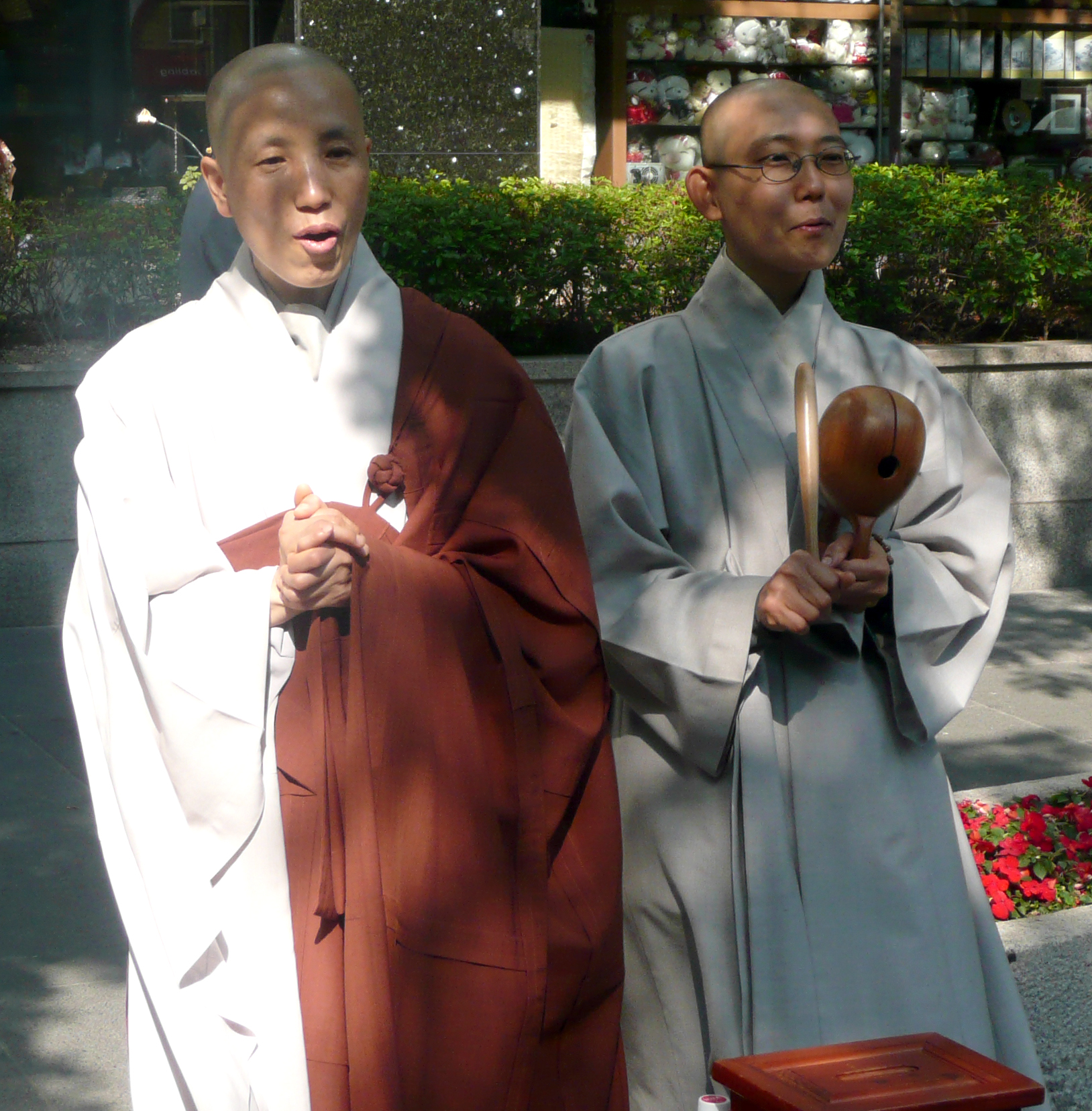
장삼과 가사를 걸친 스님 모습

가사(袈裟, 산스크리트어: काषाय kāṣāya, 카사야)는 불교 승려가 장삼 위에 입는 장방형의 포를 말한다.

## 용어
인도 산스크리트의 카사야를 중국에서 음역하여 가사(袈裟)라 하였다.

## 한국 전래
불교는 2,600여 년 전에 인도에서 고타마 붓다에 의해 출현한 이후 서역 지방을 지나 중국을 통해 한국에 전래되었다. 이 때 서역의 문화와 중국의 문화가 혼합된 대승불교가 들어오게 되었는데, 대승불교는 자신 구제중심인 근본불교와는 달리 모든 사람이 성불 할 수 있는 사상과 구체적 방법을 제시하였으며 이를 토대로 음악, 조각, 회화 등 장엄불교 문화가 자연스럽게 발전되었다.
가사는 사람이 버린 헌옷이나 죽은 사람의 옷을 모아 염색해서 꿰매어 만든 옷으로 출발하였다. (분소의) 이후 일반천으로 가사를 만드는 것도 허용되었는데 그 대신 천을 조각 조각 잘라서 다시 꿰메게 하였다. (할절의)
인도에서는 이렇게 만든 옷이 곧 가사였던 것이 중국에 와서 기후와 풍습에 따라 가사인 편삼을 착용하였으며 한국에 와서는 가사에 장삼을 두르는 형태로 변천하게 된 것이다. 현재 삼국시대 신라의 고승인 자장율사 가사라고 전해지는 유물이 통도사에 남아있다.
가사의 종류를 율장의 기록에 의해 살펴보면 용도에 따라 안타회, 울다라승, 승가리로 구분한다. 승가리는 법문으로 대중을 교화한다는 뜻으로 일반적으로 가사라 하면 승가리를 가리킨다.

## 소재
더럽고 버려진 옷으로 만든 옷이라는 뜻의 분소의와 비단 바탕에 금색 실로 모양을 짜 넣은 직물이거나 화려한 가사를 말하는 금란가사가 있으며 가사에 직접 수를 놓은 수가사가 있다.

## 색
색의 측면에서는 현재 태고종과 천태종은 홍색, 보라색을 띈 황금색 가사인 마납가사가 있다.

## 모양
가사의 모양이 사방으로 모가 난 방복, 인간의 모든 사혹을 금지하는 뜻의 할절의, 가사의 형태가 밭의 모양과 같다고 해서 생긴 전상의가 있다.

## 입는 법
편단우견은 오른쪽 어깨를 드러내어 붓다에게 공경과 존경의 마음을 표시하는 착용법이고, 통견은 설법을 하거나 위의를 갖출 때 취하는 착용법으로 이 두 가지 착용법에서 수행자의 가사착용은 수행하기 위해서 뿐만 아니라 타인도 해탈하게 한다는 사상을 포함하고 있어 가사를 통해 중생을 구제하는 방편사상이 담겨져 표현된 대승불교적인 가사의 의미를 문헌을 통하여 고찰하였다.

## 불상, 불화
한국에서 스님들이 입던 가사에 대한 자료로는 현존하는 고승들의 가사와 불상, 불화, 진영도를 통해서 일면을 볼 수 있다. 불상에서 나타난 가사의 특징은 대부분 조(條)가 없는 대가사이며, 통견을 입고 있으며 색 표현이 없다. 불화에 나타난 가사의 특징은 대부분 첩상가사이고, 홍색에 겹가사이며 문양이 있는 가사를 볼 수 있다. 불상과 불화에 나타난 가사는 조각가나 화가에 의해 그려지면서 의복에 대한 전문지식 없이 그려졌으므로 실존유물과의 차이점을 발견할 수 있다.

## 현대
한국의 가사는 주폭을 중심으로 조가 좌우대층으로 되어있고, 안과 밖의 구별이 있으며, 겹가사와 홑가사가 전래되고 있다.
과거에는 법계에 따라 주수, 문양, 색, 소재 등을 표시하였으나 현재는 각 종단마다 조(條)와 수(繡,) 문양, 소재를 가지고 구분하고 있다.

## 종단 구분
조계종은 단일색 가사에 주홍색가사를 , 태고종은 유문가사와 수가사에 주홍색을, 천태종은 유문가사와 수가사에 빨간색, 갈색, 보라색을, 진각종은 조가 없는 낙자에 수를 놓은 수가사와 진밤색과 황금색 적색을 사용하고 있다.

## 기타
한국 불교의 가사는 고타마 붓다 재세시 가사와 비슷하다고 추정되는 근본불교 국가의 가사와 비교하면 직사각형의 형태와 조와 장, 그리고 단이 있는 부분은 전승되었다고 생각되나, 매듭으로 된 착장구, 통문, 삼족오와 토끼의 문양 등에 있어서는 타이완과 일본 가사에서도 찾아볼 수 없는 한국불교의 가사만이 가지고 있는 독창적인 형식을 찾아 볼 수 있다.

## 같이 보기
- 장삼